# 海巡尖兵
《海巡尖兵》，台灣電影，軍事教育題材劇情片（軍教片、軍教故事片）。

## 概述
這部電影短片刻劃中華民國國軍海巡部隊的不當管教，部份取材自導演本身當兵時在海巡單位服役（1998年到1999年）的經驗。
上映後，因為相當真實地反映出軍隊陋習，而獲得不少迴響與討論。而且，本片應邀參加日本東京都幕張海洋影展時，部份日本觀眾發現內容呈現的軍隊次文化和日本頗有相似之處。
電影的故事時空設定在2000年，劇情述說軍隊資深士兵利用督導空檔，開始對新進士兵做出不當管教，成為陋習體制下的受害者，並藉由「神仙、老虎、狗」的言論，傳達軍隊階級的觀念。

## 人物角色
| 角色名稱 | 演員   | 備註     |
| -------- | ------ | -------- |
| 上兵     | 鄭有傑 | 海巡士兵 |
| 一兵     | 黃健瑋 | 海巡士兵 |
| 二兵     | 張捷   | 海巡士兵 |
| 兩八     | 阮文萍 | 精神病患 |

## 獎項
| - 金馬獎 - 「最佳創作短片獎」 - 南方影展 - 「最佳影片獎」（南方獎） - 亞太影展 - 「最佳短片獎」 | - 金穗獎 - 「最佳劇情影片獎」 - 「最佳編劇獎」：林書宇 |

## 備註
1. ↑  「海巡尖兵」獲獎　揭露軍中陋習 （页面存档备份，存于），〈新浪網〉

## 外部連結
- 海巡尖兵（The Pain of Others） （页面存档备份，存于），〈臺灣電影網〉
- 海巡尖兵　台灣官方部落格
- 開眼電影網上《海巡尖兵》的資料（繁體中文）
- 香港影庫上《海巡尖兵》的資料（繁體中文）
- 豆瓣电影上《海巡尖兵》的資料 （简体中文）
- 时光网上《海巡尖兵》的資料（简体中文）
- 互联网电影数据库（IMDb）上《海巡尖兵》的资料（英文）